# Tlalocohyla
Tlalocohyla és un gènere de granotes de la família dels hílids que es va crear l'any 2005.

## Taxonomia
- Tlalocohyla godmani
- Tlalocohyla loquax
- Tlalocohyla picta
- Tlalocohyla smithii